# Valdés (Asturië)
Valdés is een gemeente in de Spaanse regio en provincie Asturië met een oppervlakte van 353,52 km². Valdés telt 12.243 inwoners (1 januari 2016). Hoofdplaats van de gemeente is Luarca.

## Demografische ontwikkeling
Bron: INE; 1857-2011: volkstellingen